# Amade Jalair
Amade Jalair (em persa: احمد جلایر; romaniz.: Ahmad Jalayir; m. 1410) foi sultão do Sultanato Jalaírida de 1382 a 1410. No início do seu reinado, envolveu-se em conflitos com os seus irmãos. Mais tarde, sofreria várias derrotas contra Tamerlão e acabaria preso pelos mamelucos. Após ser libertado, atacou o seu antigo inimigo, o sultão Cara Iúçufe, mas foi capturado e executado em 1410.

## Vida

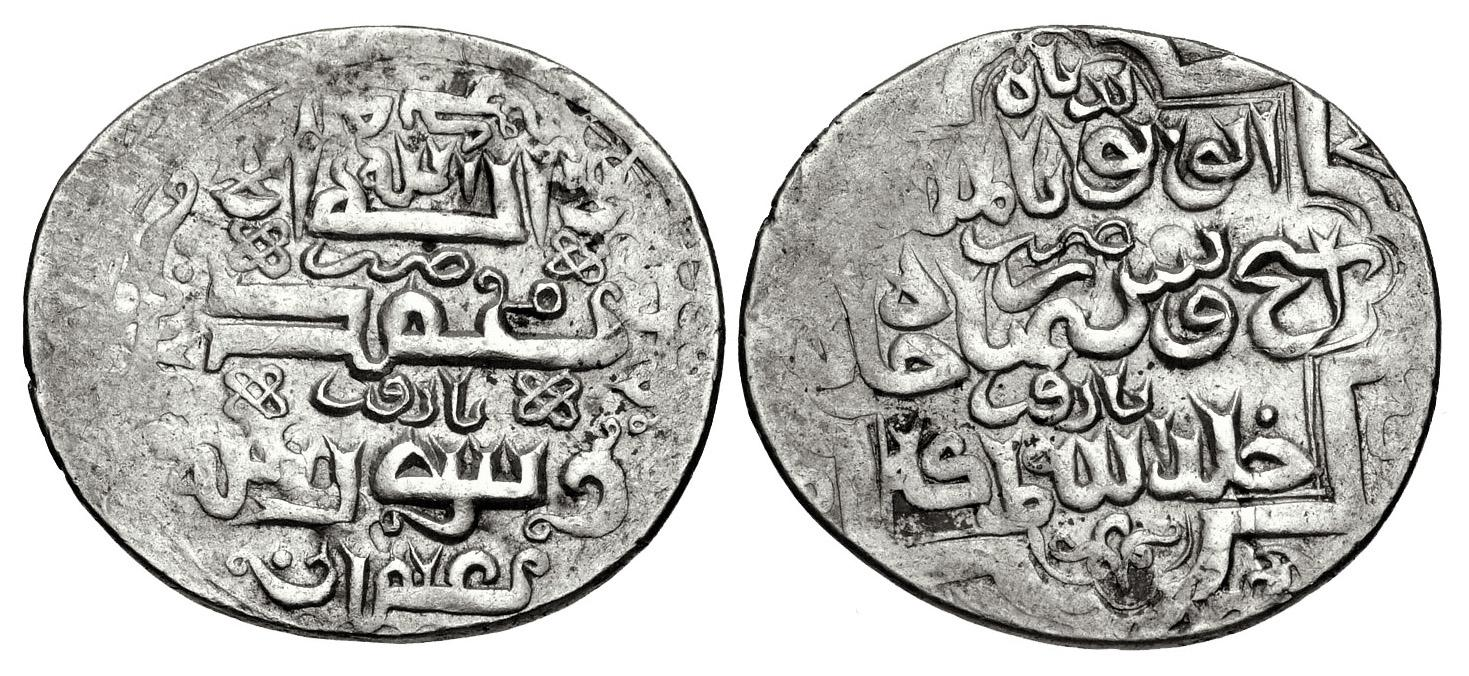
Dirrã de Uais Jalair r.

Amade Jalair era filho de Uais Jalair (r. 1356–1374). No começo de 1382, partiu de seu apanágio de Ardabil e reuniu um exército em Mugã e Arrã, com o qual marchou para Tabriz, capital da Sultanato Jalaírida, onde residia seu irmão, o sultão Huceine Jalair (r. 1374–1382). Boa parte das tropas de Huceine estavam em Soltania com Adil Aca, e Amade encontrou pouca resistência. Ao adentrar a capital, foi proclamado sultão e Huceine foi morto. Apesar disso, não conseguiu estabelecer sua autoridade perante o tenente Adil Aca, que nesse ponto apoiou as reivindicações de outro irmão, Bajazeto. Foi sugerida uma divisão na qual Amade manteria o Azerbaijão, Mugã e Arrã e Bajazeto controlaria o Iraque persa, enquanto as receitas do Iraque árabe seriam divididas entre eles. A negociação não foi concluída e Amade ocupou Baguedade. Em 1383, entrou em Soltania e sitiou a cidadela. Mais tarde naquele ano, Xá Xoja Mozafari (r. 1358–1384) marchou para Hamadã, onde uniu-se a Adil Aca e Bajazeto, e conseguiu impor um acordo de paz no qual Bajazeto manteve o Iraque persa e Adil Aca o acompanhou para Xiraz. Na primavera de 1384, contudo, Bajazeto, sem o apoio de seu defensor, rendeu Soltania para Amade.
Em 1384-85, Tamerlão (r. 1370–1405) invadiu os territórios jalaíridas e os tenentes de Amade abandonaram Soltania a medida que as forças timúridas se aproximavam. Furioso, o sultão os repreendeu publicamente em Tabriz. Tamerlão concedeu o controle de Soltania a Adil Aca, que havia entregado Rai. Quando Amade enviou um exército para recuperar Soltania, Adil Aca a defendeu em nome de Tamerlão. A nomeação de Adil Aca provocou uma invasão do cã da Horda Dourada Toquetamis, que em 1384 saqueou Tabriz e Maraga e devastou as regiões de Maranda e Naquichevão antes de se retirar com alegados 200 mil cativos. Na primavera de 1386, as tropas de Tamerlão entraram em Tabriz e instalaram Adil Aca, obrigando o exército de Amade a fugir. Amade entrou brevemente em Tabriz, mas foi obrigado a recuar para Baguedade. Adil Aca foi incumbido de recolher pesado resgate de Tabriz, mas foi executado sob ordens de Tamerlão por suspeita de peculato. Com esses revezes, os jalaíridas perderam o Azerbaijão, que foi concedido a Miranxá, filho do conquistador.
Em 1393, Tamerlão conquistou Baguedade sem luta quando Amade fugiu à Síria sob controle dos mamelucos. A cidade foi saqueada e um elevado resgato foi extorquido. Em sua partida, Tamerlão levou Alá Adaulá, filho de Amade, e os artistas e estudiosos da cidade, para embelezar sua capital em Samarcanda. Em 1394, Amade retornou, obrigando a retirada da guarnição timúrida. Em 1398, Miranxá tentou recuperar a cidade, mas sem sucesso. Em 1399, Miranxá foi obrigado a levantar o longo cerco a Alinja quando foi atacado pelo rei da Geórgia Jorge VII (r. 1393–1407), e seu comandante Tair, filho de Amade, seguiu para Baguedade, onde se rebelou contra seu pai e se afogou no Tigre. Em 1400, durante as operações de Tamerlão na Síria e antes do conquistador avançar sobre Baguedade, Amade abandonou sua capital e buscou refúgio na corte do sultão otomano Bajazeto I (r. 1389–1402). Furioso por sua fuga, Tamerlão avançou contra Baguedade, que foi saqueada e sua população massacrada em 27 de julho de 1401.
Na mesma época, o sultão Cara Iúçufe (r. 1389–1420) da Confederação do Cordeiro Negro fugiu para junto de Bajazeto. Depois do saque de Baguedade, Amade e Cara Iúçufe retornaram juntos para Baguedade, de onde Amade foi expulso por Cara Iúçufe. Cara Iúçufe, por sua vez, foi expulso por Abu Becre, filho de Miranxá, e fugiu à Síria, onde encontrou Amade. Os dois foram presos e fizeram um acordo pelo qual os jalaíridas iriam manter o Iraque, enquanto o Azerbaijão faria parte da zona de influência dos cordeiros negros. Ao regressarem do cativeiro em 1404, Amade entrou em conflito com Cara Iúçufe por não estar contente apenas com o Iraque. Em 1410, ao tentar conquistar Tabriz, foi capturado e executado por Cara Iúçufe. Seu filho Alá Adaulá, que juntou-se a ele ao ser libertado de Samarcanda, foi executado junto dele.